# San Martín del Castañar
San Martín del Castañar ist ein Ort und eine Gemeinde (municipio) mit 234 Einwohnern (Stand: 2024) in der Provinz Salamanca in der Autonomen Gemeinschaft Kastilien-León in Spanien. Der in Teilen mittelalterlich wirkende Ort wurde im Jahr 1982 als Kulturgut (Bien de Interés Cultural) in der Kategorie Conjunto histórico-artístico eingestuft.

## Lage
Das Bergdorf San Martín del Castañar liegt etwa 500 m nördlich des Río Francia auf einer Bergkuppe der Sierra de Francia, einem Teil des Iberischen Gebirges, in einer Höhe von ca. 835 m ü. d. M. im Norden des Naturparks Las Batuecas - Sierra de Francia. Bis nach Salamanca sind es ca. 74 km (Fahrtstrecke) in nordöstlicher Richtung; die sehenswerte Stadt Ciudad Rodrigo befindet sich etwa 53 km nordwestlich. Die ca. 14 bzw. 25 km südöstlich befindlichen Orte Miranda del Castañar und San Esteban de la Sierra sind ebenfalls sehenswert. Aufgrund der Höhenlage ist das Klima gemäßigt; Regen fällt hauptsächlich im Winterhalbjahr.

## Bevölkerungsentwicklung
| Jahr      | 1857  | 1900 | 1950 | 2000 | 2017 |
| Einwohner | k. A. | 842  | 945  | 291  | 225  |

Der deutliche Bevölkerungsrückgang seit den 1950er Jahren ist im Wesentlichen auf die Mechanisierung der Landwirtschaft und den damit einhergehenden Verlust an Arbeitsplätzen zurückzuführen.

## Wirtschaft
Die Bevölkerung lebte jahrhundertelang als Selbstversorger von der Landwirtschaft (v. a. der Viehzucht) und von der Forstwirtschaft (v. a. der Herstellung von Holzkohle); auch das Handwerk (Stellmacher, Schmied etc.) und der Kleinhandel haben eine gewisse Rolle gespielt. In der Umgebung des Ortes wurde und wird immer noch in geringem Umfang Weinbau betrieben. Seit den 1960er Jahren werden viele leerstehende Häuser als Feriendomizile (casas rurales) vermietet.

## Geschichte
Auf dem Gemeindegebiet wurden eine römische Grabstele und Reste einer Eisenschmelze aus westgotischer Zeit entdeckt; ob der Ort allerdings damals schon besiedelt war, ist unklar. Die Entstehung des heutigen Bergdorfs ist im Zusammenhang mit der Rückeroberung (reconquista) und anschließenden Wiederbesiedlung (repoblación) der während der muslimischen Dominanz entvölkerten Gegenden im Norden und im Zentrum der Iberischen Halbinsel durch die leonesischen Könige im 11. und 12. Jahrhundert zu sehen. Der Ort wurde im Jahr 1225 von Alfons IX. dem Bistum Salamanca übergeben.

## Sehenswürdigkeiten

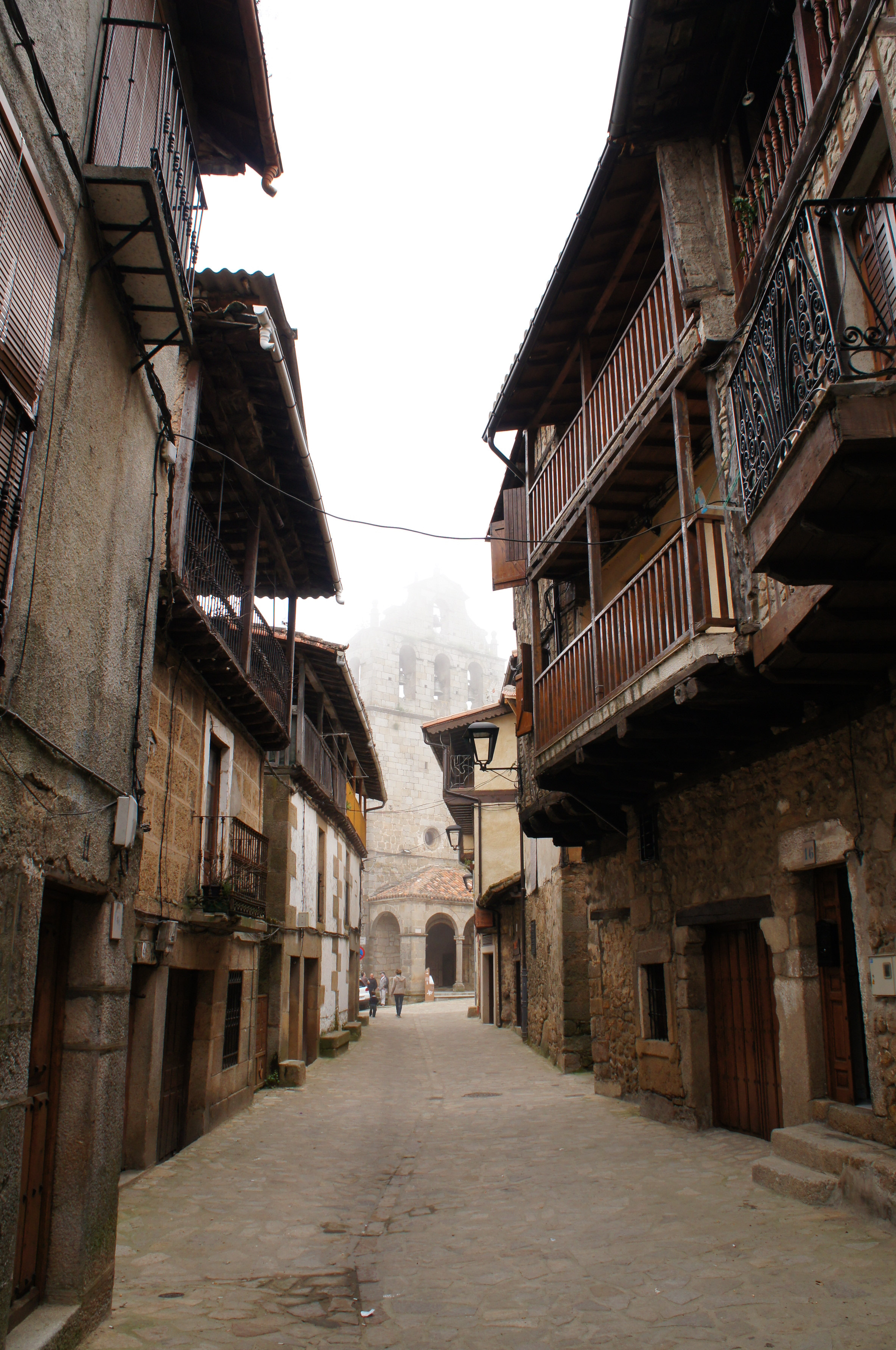
Straße und Kirche

- Das Ortsbild mit seiner mittelalterlichen Brücke und den Bruchstein- und Fachwerkhäusern mit dem zumeist nach Süden ausgerichteten hölzernen Balkonen gehört zu den schönsten im Gebiet der Sierra de Francia.
- Die Pfarrkirche San Martín mit ihrer später hinzugefügten Vorhalle (portico) und dem hochaufragenden Glockengiebel (espadaña) ist ursprünglich ein Bau des 13. Jahrhunderts.
- Vom ehemaligen Franziskanerkloster (Monasterio de Nuestra Señora de Gracia) sind nur noch wenige Reste erhalten.
- Die unregelmäßig angelegte und urtümlich anmutende Stierkampfarena (plaza de torros) ist eine der ältesten in ganz Spanien.
- Auf dem höchsten Punkt des Ortes erhebt sich die Ruine der Burg (castillo) aus dem 15. Jahrhundert mit ihrem Bergfried (torre del homenaje).[7]
- Im Ort und außerhalb stehen einige Einsiedlerkapellen; die schönste ist wohl die Ermita del Socorro mit einem kleinen Glockengiebel.